# Marina Nichișenco
Marina Nichișenco, z domu Marghieva (ur. 28 czerwca 1986) – mołdawska lekkoatletka, młociarka.
Wielokrotna mistrzyni i rekordzistka kraju. W 2008 roku wystąpiła na igrzyskach olimpijskich w Pekinie zajmując 43. lokatę w eliminacjach, niedającą przepustki do rundy finałowej. Zwyciężczyni zawodów II ligi drużynowych mistrzostw Europy (Belgrad 2010). Zajęła szóste miejsce w mistrzostwach Europy w Barcelonie (2010). Została zdyskwalifikowana z igrzysk olimpijskich w Londynie z powodu wykrycia w jej ciele niedozwolonych substancji. Otrzymała karę dwuletniej dyskwalifikacji (do 23 lipca 2014). Uczestniczka mistrzostw Europy w Amsterdamie (2016), igrzysk olimpijskich w Rio de Janeiro w tym samym roku oraz mistrzostw świata w Londynie w 2017 (bez awansu do finału).
Złota medalistka mistrzostw Mołdawii oraz reprezentantka kraju w zimowym pucharze Europy w rzutach.
Rzut młotem uprawia również jej młodsze rodzeństwo – siostra Zalina oraz brat Sergiu.

## Rekordy życiowe
- Rzut młotem – 72,53 (5 maja 2009, Kiszyniów)